# Liste der Flüsse in Malaysia
Die Liste der Flüsse in Malaysia enthält eine Zusammenstellung der Flüsse in Malaysia, geordnet nach Bundesstaaten. Die Liste stellt keine abgeschlossene Aufzählung dar.

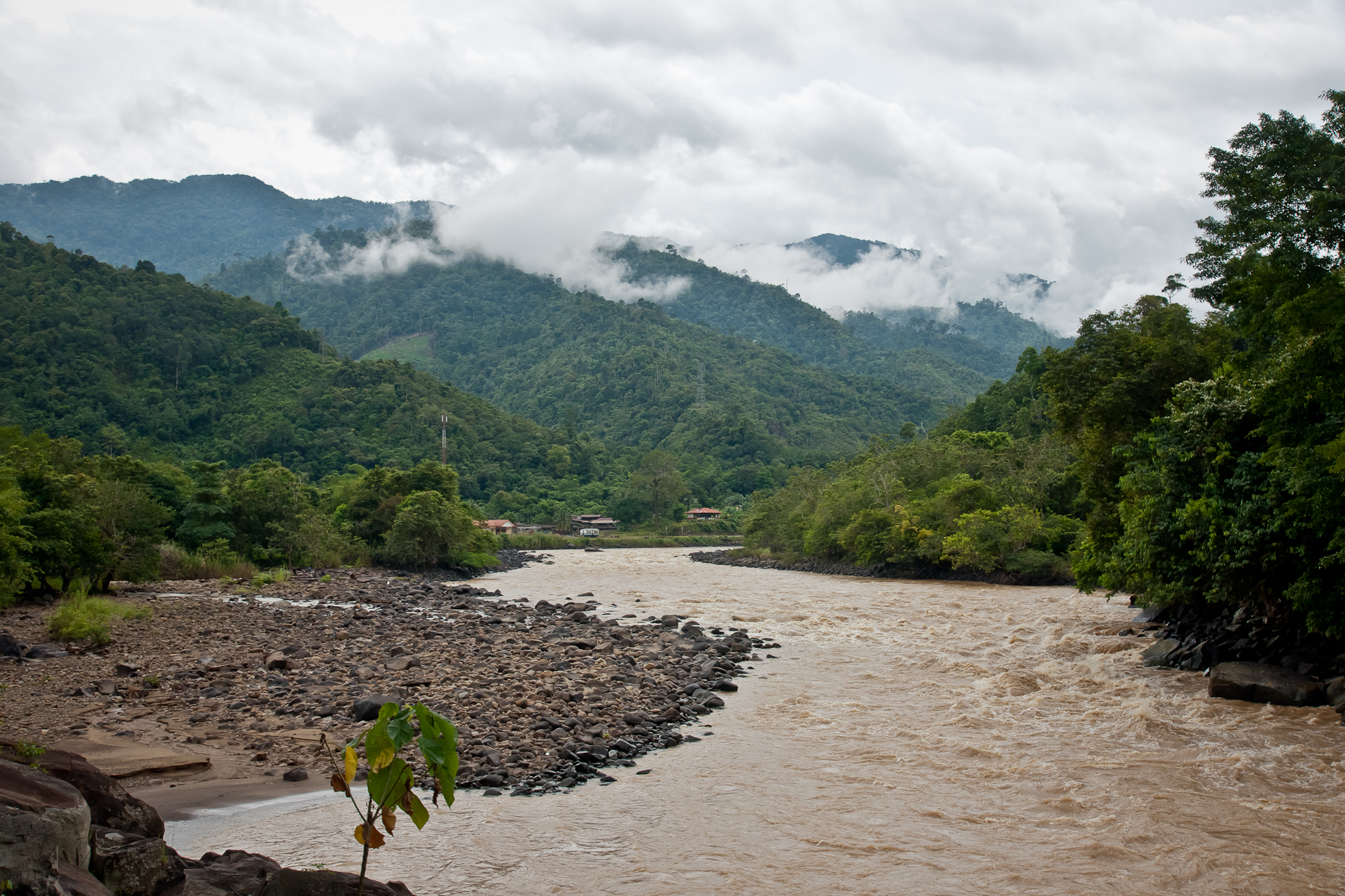
Sungai Padas

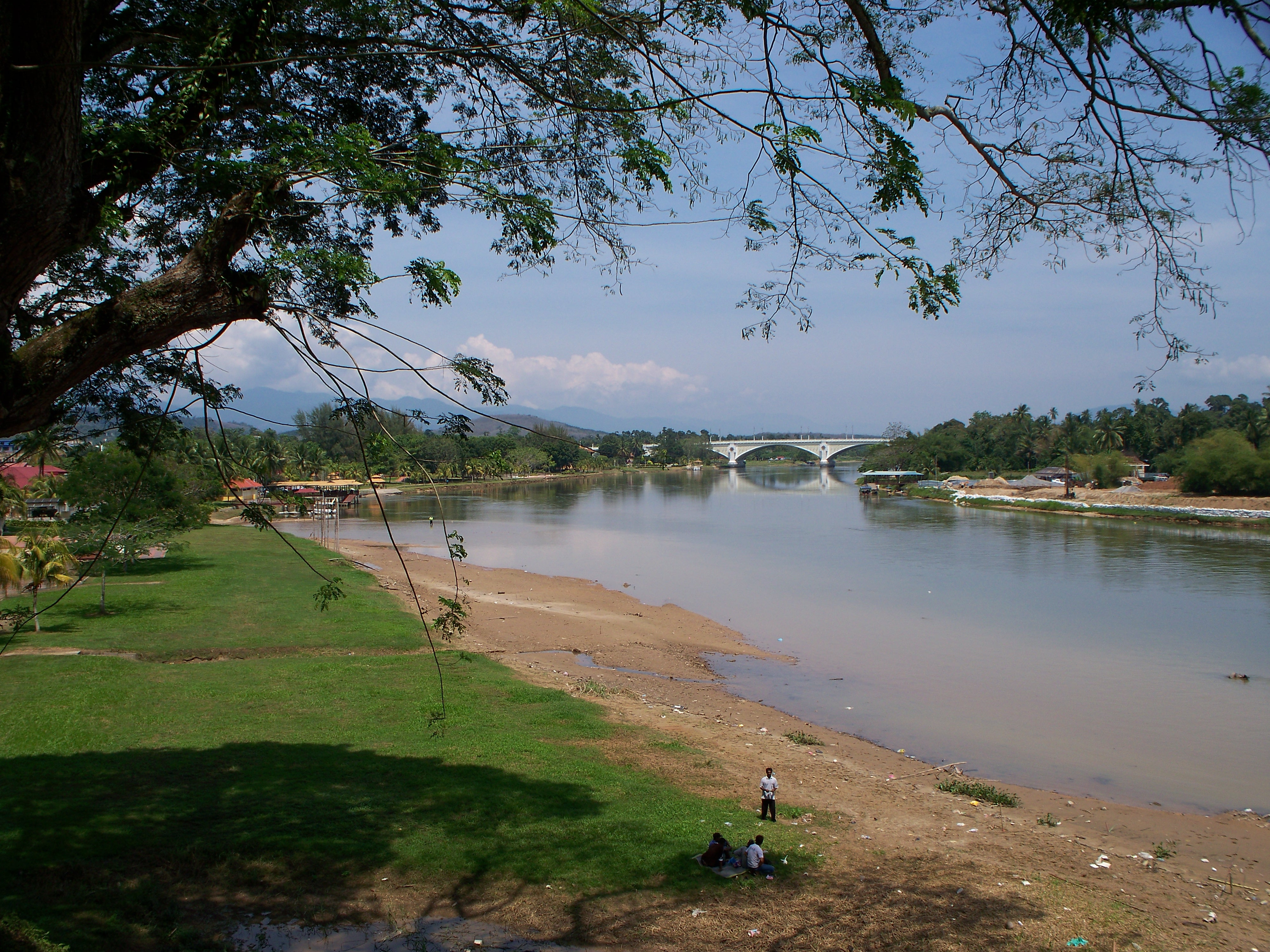
Sungai Perak Kuala Kangsar

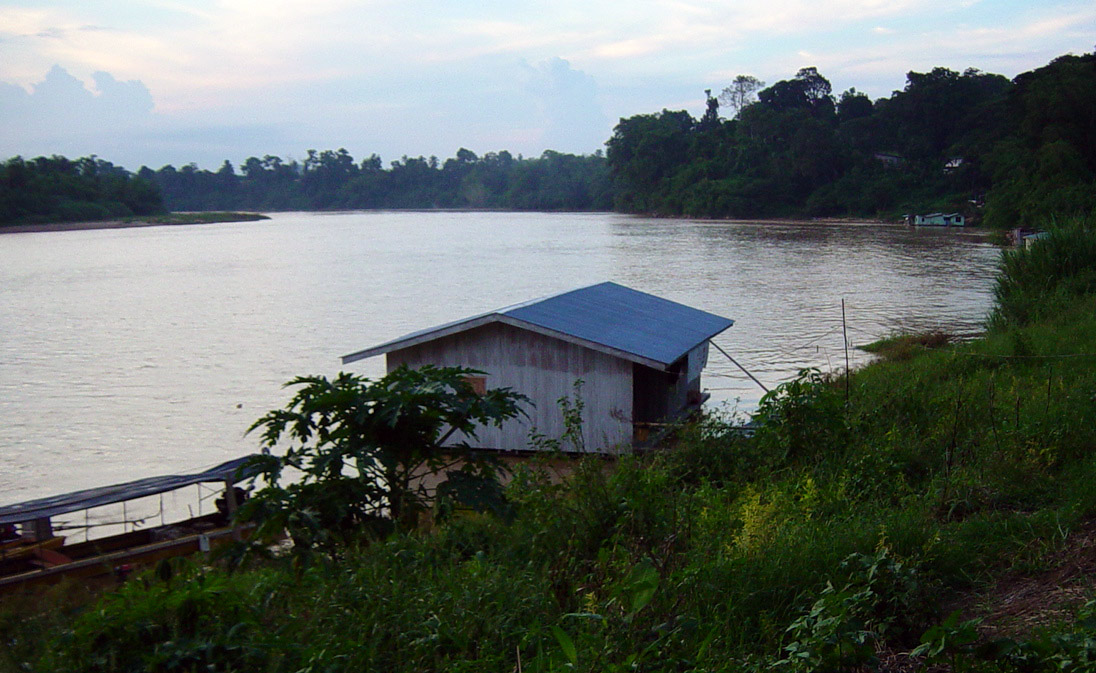
Sungai Kelantan in Kuala Krai

| Perlis                        |                              |                            |                                    |
| Sungai Perlis                 |                              |                            |                                    |
| Kedah                         |                              |                            |                                    |
| Sungai Langkawi               | Sungai Kedah Selangor        | Sungai Merbok              | Sungai Tembus                      |
| Sungai Muda                   |                              |                            |                                    |
| Penang                        |                              |                            |                                    |
| Sungai Juru                   | Sungai Perai                 | Sungai Pinang              | Sungai Jawi                        |
| Perak                         |                              |                            |                                    |
| Sungai Kerian                 | Sungai Kurau                 | Sungai Sepetang            | Sungai Temerloh                    |
| Sungai Beruas                 | Sungai Raja Hitam / Manjong  | Sungai Deralik / Wangi     | Sungai Perak                       |
| Sungai Dedap                  | Sungai Kinta                 |                            |                                    |
| Selangor                      |                              |                            |                                    |
| Sungai Bernam                 | Sungai Tengi                 | Sungai Selangor            | Sungai Buloh                       |
| Sungai Klang                  | Sungai Langat                | Sungai Chuau               | Sungai Sepang                      |
| Sungai Gabai                  | Sungai Gombak                | Sungai Tekala              | Sungai Inki                        |
| Sungai Kelang                 | Sungai Purun                 | Sungai Labu                | Sungai Semenyih                    |
| Sembilan                      |                              |                            |                                    |
| Sungai Jimah                  | Sungai Linggi                | Sungai Muar Utara          | Sungai Pertang                     |
| Sungai Mokek                  |                              |                            |                                    |
| Melakka                       |                              |                            |                                    |
| Sungai Bharu                  | Sungai Melaka                | Sungai Duyong              | Sungai Kesang                      |
| Sungai Merlimau               |                              |                            |                                    |
| Johor                         |                              |                            |                                    |
| Sungai Muar                   | Sungai Batu Pahat            | Sungai Air Baloi           | Sungai Benut                       |
| Sungai Segget                 | Sungai Pontain Kecil         | Sungai Pontian Besar       | Sungai Kempas                      |
| Sungai Danga                  | Sungai Skudai                | Sungai Tebrau              | Sungai Rambah                      |
| Sungai Johor                  | Sungai Pasir Gudang          | Sungai Sedili Besar        | Sungai Sedili Kecil                |
| Sungai Paloi                  | Sungai Mersing               | Sungai Teriang             | Sungai Tenglu                      |
| Sungai Jemaluang              | Sungai Pulai                 |                            |                                    |
| Pahang                        |                              |                            |                                    |
| Sungai Endau                  | Sungai Anak Endau            | Sungai Rompin              | Sungai Pontian                     |
| Sungai Bebar                  | Sungai Bertam                | Sungai Bera                | Sungai Lepar                       |
| Sungai Mentiga                | Sungai Pahang                | Sungai Kuantan             | Sungai Cherating                   |
| Sungai Balok                  | Sungai Tembeling             |                            |                                    |
| Terengganu                    |                              |                            |                                    |
| Sungai Kemaman                | Sungai Kertih                | Sungai Kemasik             | Sungai Chukai                      |
| Sungai Paka                   | Sungai Dungun                | Sungai Marang              | Sungai Ibai                        |
| Sungai Landas                 | Sungai Terengganu            | Sungai Merchang            | Sungai Chalok                      |
| Sungai Setiu                  | Sungai Keluang               | Sungai Besut               |                                    |
| Kelantan                      |                              |                            |                                    |
| Sungai Semarak                | Sungai Kemasin               | Sungai Kelantan            | Sungai Golok                       |
| Sabah                         |                              |                            |                                    |
| Sungai Mengalong              | Sungai Lakutan/Sipitang      | Sungai Lingkungan/Bukau    | Sungai Padas                       |
| Sungai Padas Damit            | Sungai Klias                 | Sungai Membakut            | Sungai Bongawan                    |
| Sungai Kimanis                | Sungai Papar                 | Sungai Moyog               | Sungai Inanam/Menggatal/Mengkabong |
| Sungai Tuaran                 | Sungai Sulaman/Lapasan       | Sungai Kadamaian/Tempasuk  | Sungai Kawang-Kawang               |
| Sungai Sarang                 | Sungai Laya-Laya             | Sungai Indarasam/Pomotodon | Sungai Loro                        |
| Sungai Tegarangan             | Sungai Milau                 | Sungai Tagumamal           | Sungai Matunggong                  |
| Sungai Tigaman                | Sungai Bintasan              | Sungai Langkon/Bandau      | Sungai Kinarom/Bongon              |
| Sungai Tandek                 | Sungai Marasimsim/Silimpodon | Sungai Benkoka             | Sungai Telaga                      |
| Sungai Melabong               | Sungai Bongkol               | Sungai Kanibongan          | Sungai Kaidangan/Tengkarasan       |
| Sungai Paitan                 | Sungai Mamahat               | Sungai Sugut               | Sungai Timbang                     |
| Sungai Makopako/Pagata/Bogaya | Sungai Labuk                 | Sungai Kolapis             | Sungai Samawang                    |
| Sungai Gum Gum/Sibuga         | Sungai Segaliud              | Sungai Sekong              | Sungai Sapagaya                    |
| Sungai Munmiang               | Sungai Kinabatangan          | Sungai Manalunan           | Sungai Segama                      |
| Sungai Lumeru                 | Sungai Ganduman              | Sungai Tegupi              | Sungai Sahabu                      |
| Sungai Tungku                 | Sungai Silabukan             | Sungai Seganen             | Sungai Sepagaya                    |
| Sungai Sabahan                | Sungai Tingkayu              | Sungai Sapang              | Sungai Segarong                    |
| Sungai Pegagau                | Sungai Kalumpang             | Sungai Balung              | Sungai Apas                        |
| Sungai Tawau                  | Sungai Merotai               | Sungai Umas – Umas         | Sungai Brantian                    |
| Sungai Tatulit                | Sungai Kalabakan             | Sungai Sarudong            | Sungai Sibuda                      |
| Sungai Sapulut                | Sungai Meliau                | Sungai Maliau              | Sungai Batu Lima                   |
| Sungai Kebun Cina             | Sungai Klagan                | Sungai Sook                | Sungai Silimpopon                  |
| Sungai Binsulok               |                              |                            |                                    |
| Sarawak                       |                              |                            |                                    |
| Sungai Kayan                  | Sungai Sarawak               | Sungai Samarahan           | Sungai Sadong                      |
| Sungai Lupar                  | Sungai Saribas               | Sungai Kerian              | Sungai Oya                         |
| Sungai Mukah                  | Sungai Balingian             | Sungai Tatau               | Sungai Kemena                      |
| Sungai Similajau              | Sungai Suai                  | Sungai Miri                | Sungai Niah                        |
| Sungai Sibuti                 | Sungai Baram                 | Sungai Limbang             | Sungai Trusan                      |
| Sungai Lawa                   |                              |                            |                                    |

## Quelle
- Jabatan Pengairan dan Saliran Malaysia (Amt für Be- und Entwässerung): Kompendium Data & Maklumat Asas (PDF-Datei; 547 kB), 2007; Zugriff am 25. Januar 2012